# Табориты

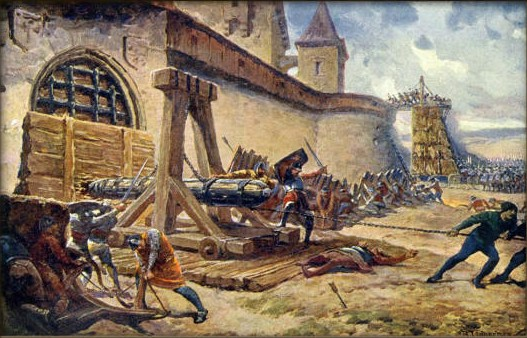
Адольф Либшер Табориты штурмуют Прагу.

Табориты — радикальное крыло религиозного движения гуситов в Чехии. Название от горы Табор — место, где был основан первоначальный лагерь приверженцев движения.
Движение гуситов делилось на два течения: радикалов (таборитов) и умеренных (утраквисты, в русской историографии — чашники). В составе таборитов были преимущественно крестьяне, городская беднота, мелкопоместные дворяне, ремесленники, духовенство и религиозные фанатики. В состав умеренных входили зажиточные бюргеры, большинство дворян и выработавшие основу идеологии гуситского движения университетские магистры. Среди таборитов выделялось крайние радикалы — пикарты, которые проповедовали хилиазм.
Основатели лагеря в Таборе и лидеры таборитов — Пётр Громада и Ян Жижка, лидером пикартов был Мартин Гуска.

## Идейная основа
Движение было насквозь пропитано политическими и социальными элементами. Если религиозные убеждения таборитов и не были лишь формой, в которую вылились эти элементы, то во всяком случае социальное и национальное чувство играло у них весьма важную роль. Чехи страдали от немецкой экспансии, связанной с влиянием католической церкви. В политическом отношении табориты стремились к уничтожению королевской власти и все свои нападки направили на короля Сигизмунда, которого ещё на сейме в Чаславе называли гонителем священных прав народа, врагом чешского языка и веры. «Да ведает каждый немец, чех и латинянин, — говорил Сигизмунд, — что я с нетерпением жду того времени, когда смогу утопить всех виклифистов и гуситов». Идеалом таборитов была демократическая республика. Они отрицали всякую иерархию, как духовную, так и светскую. Основой их общественной организации была община, причём у них строго различались общины военные и семейные. Обязанностью первых было исключительное занятие военным делом, вторых — ремесла, сельское хозяйство и доставление всего необходимого для войны. Табориты стремились к уничтожению господства немцев и к установлению полной самостоятельности и независимости чешского элемента.

## Социальная основа
Низший класс чешского народа — крестьяне, мелкие мещане, составившие главный контингент таборитизма, — были пропитаны ненавистью к католическому духовенству, которое, проповедуя милосердие и любовь к ближнему, эксплуатировало этого «ближнего» немилосердно. Духовенство жило в роскоши и богатстве, а народ был обложен большими податями и налогами. Пражскому архиепископству, например, принадлежало до 900 сел и много городов, из которых иные равнялись по величине и благосостоянию городам королевским. Привилегии духовенства достигли таких размеров, что даже короли подумывали об их ограничении. Неудивительно, что в 1419 году, при первом призыве со стороны вожаков радикального таборитизма массы народа двинулись на гору Табор — главный оплот таборитизма. Никакие угрозы со стороны властей и господ не могли удержать этого движения. Многие бросали своё имущество или продавали его за бесценок, сжигали свои дома, расторгали общественные и семейные связи. Угнетённый народ находил утешение в новом учении, основанном на Священном Писании. Ему говорили на родном языке, среди идиллической обстановки, о евангельской простоте и любви, о равенстве, о братстве. Религия в этой форме переставала быть для народа непонятным абстрактным учением, а делалась реальным воплощением божественной любви и милосердия. «Чаша», около которой главным образом вращалась религиозная борьба католицизма и гуситизма, являлась для угнетенных низших классов чешского народа символом братского единения и равенства в будущем. Вандализм, с которым табориты разрушали храмы и их украшения, уничтожали картины и т. п., объясняется тем, что им ненавистны были покровители искусства — духовенство, бароны, богатые горожане — да и само искусство казалось им грехом и развратом. С той же точки зрения они осуждали латынь и пышность при богослужении.

## Практика
Свои идеалы во время собраний на горе Таборе они воплощали следующим образом: приходящие со знамёнами толпы на Табор встречались с одушевлением. Всякий приходящий, безразлично, к какому бы классу он ни принадлежал, считался братом или сестрой. До обеда священники поочерёдно исполняли разные обязанности — проповедовали, исповедовали, причащали под обоими видами. В полдень все сообща совершали братскую трапезу. Съестные припасы, приносимые гостями, делились поровну между всеми. Различия между моим и твоим не существовало. Всякие увеселения были изгнаны; соблюдалась полная нравственная чистота. Остаток дня проходил в беседах о лучшей жизни. Некоторые авторы склонны приписывать таборитам определённые коммунистические воззрения. Если к указанным чертам таборитского движения прибавить ещё целую массу гуманных требований, которые они поставили на своём знамени, как, например, веротерпимость, уничтожение смертной казни и т. п., придётся удивиться этому необыкновенному явлению среди почти общего мрака невежества, царившего тогда в Европе. Мечты таборитов, не находя подходящей почвы, скоро потерпели крушение.

## Хронология
В ходе развертывания вооруженной борьбы радикальные гуситы не имели преимущества в Праге и нуждались в собственной укрепленной базе. В начале 1420 гуситский гетман Петр Громада нашел подходящее место — гору Табор в южной Богемии, и сообщил об этом лидеру радикалов Яну Жижке. Вскоре в лагере собралось множество людей, часть из которых пришла с семьями. Так был основан город Табор.

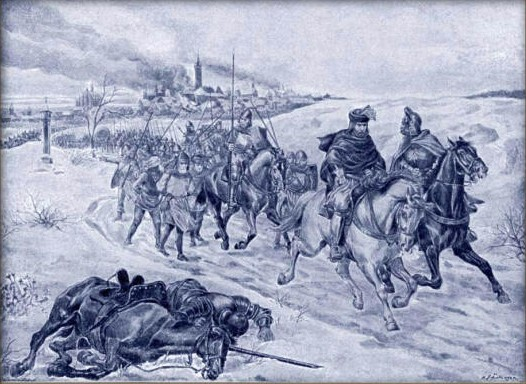
Отступление императора Сигмизмунда после поражения у Кутной Горы.

В течение 1420 года табориты действуя самостоятельно и совместно с умеренными добились военной победы над католическими силами, организовавшими первый крестовый поход против гуситов. Это оформило таборитов как основу военной силы Чехии.
К 1421 году Жижка становится признанным лидером таборитов. В ходе внутренней борьбы было уничтожено крайне левое крыло — пикарты, вместе с их вождями (Мартин Гуска, Петр Каниш, Мартин Локвис и др.).
В 1423-1424 годах Жижка разошелся с руководством умеренных таборитов и основал Новый Табор в Кралов Градец. После его смерти его войска стали носить прозвище «сиротки» и в случае военных акций действовали совместно с таборитами, забыв о идеологических разногласиях.
Противоречия таборитов с умеренными гуситами (утраквисты, чашники) привели к открытой войне между ними. В ряде битв (1423, 1424) чашники были разбиты.
В 1433 году сложилась ситуация, когда непосредственная внешняя угроза была снята чередой побед гуситов, переговоры по достижению компромисса между таборитами и базельским собором провалились, население устало от войны и экономической блокады. В этой ситуации умеренное крыло гуситов, чашники, пошли на уступки (Пражские компактаты) и достигли соглашения с католической церковью. Это встретило сопротивление таборитов. Противостояние закончилось 30 мая 1434, когда табориты потерпели поражение от объединённых сил чашников и католиков в сражении при Липанах. Отдельные отряды таборитов действовали до 1437, когда пала их последняя крепость Сион.
Учение таборитов, однако, пустило глубокие корни в чешском народе. До известной степени прямыми продолжателями его явились «чешские братья», деятельность которых в противоположность таборитам отличалась полным спокойствием и миролюбием.